# Alioranus avanturus
Alioranus avanturus is een spinnensoort in de taxonomische indeling van de hangmatspinnen (Linyphiidae).
Het dier behoort tot het geslacht Alioranus. De wetenschappelijke naam van de soort werd voor het eerst geldig gepubliceerd in 1970 door Andreeva & Tyschchenko.